# Nimrat Kaur
Nimrat Kaur (hindi: निम्रत कौर; ur. 13 marca 1982 w Pilani) – indyjska aktorka. 
Początkowo pracowała jako modelka i aktorka teatralna. Wystąpiła m.in. w takich sztukach jak Baghdad Wedding, All About Women i Red Sparrow współpracując z takimi reżyserami jak Sunil Shanbag i Manav Kaul. Pojawiała się także w teledyskach – Tera Mera Pyar Kumar Sanu i Yeh Kya Hua Shreya Ghoshal oraz reklamach m.in. Cadbury Dairy Milk-Silk.
W branży filmowej zadebiutowała w 2006 roku krótką rolą w filmie Jedna noc z królem, natomiast w Bollywood – w filmie Peddlers, który pokazany w 2012 roku na Międzynarodowym Festiwalu Filmowym w Cannes zebrał dobre recenzje.

## Filmografia

### Filmy
| Rok                | Tytuł                        | Rola            |
| ------------------ | ---------------------------- | --------------- |
| 2006               | Jedna noc z królem           | Sarah           |
| 2012               | Luv Shuv Tey Chicken Khurana | Muskaan Khurana |
| 2012               | Peddlers                     | Kuljeet         |
| 2013               | Smak curry                   | Ila             |
| 2015               | El'ayichi (krótkometrażowy)  | Padu            |
| 2015               | Heer (krótkometrażowy)       | Heer            |
| 2016               | Airlift                      | Amrita Katyal   |
| (Źródło: IMDb.com) |                              |                 |

### Seriale
| Rok                | Tytuł                    | Rola            |
| ------------------ | ------------------------ | --------------- |
| 2014               | Homeland                 | Tasneem Qureshi |
| 2016               | Miasteczko Wayward Pines | Rebecca Yedlin  |
| 2017               | The Test Case            | Shikha Sharma   |
| (Źródło: IMDb.com) |                          |                 |